# José Castillo (militar)
José Castillo fue un militar mexicano que participó en la Revolución mexicana. En 1913 se incorporó al movimiento contra Victoriano Huerta en la División del Norte. Fue recomendado por el teniente coronel Jesús M. Ríos para ingresar a la escolta de “Dorados” en el asalto y toma de Ciudad Juárez. Murió en marzo de 1916, durante la Batalla de Columbus en Estados Unidos.